# Cotorra de Deville
La cotorra de Deville (Pyrrhura devillei) és una espècie d'ocell de la família dels psitàcids que habita els boscos del sud-oest del Brasil i nord del Paraguai.